# المقطن (بعدان)
المقطن

تعديل مصدري - تعديل

المقطن هي إحدى قرى عزلة بني منصور بمديرية بعدان التابعة لمحافظة إب، بلغ تعداد سكانها 227 نسمة حسب تعداد اليمن لعام 2004.